# 季铁中
季铁中（1916年11月—1985年4月23日），原名季兴汉，吉林省宾县（今黑龙江省宾县）玲珑山下季家围子屯人。中国人民解放军开国大校。中华人民共和国石油工业部副部长。

## 生平
1932年加入中国共产主义青年团。1932年10月转党。
抗美援朝战争第二次战役发起后，第38军第113师和第42军第124师执行穿插任务。第113师一昼夜急行军75公里到达三所里和龙源里；而随后穿插的第124师却没有赶到顺川和肃川，而是到了大同江东岸丫波里，过江只剩20公里路程。师长苏克之主张立即过江，构筑阵地，阻击美军。师政委季铁中认为单凭第124师的力量不够，必须等第125师赶到后一起过江阻击美军，动用了政委的最后否决权。第124师等待了十几个小时，次日上午9点许，两个师一起渡江造成渡口拥堵，被美机猛炸。
1955年9月被授予大校军衔。荣获三级八一勋章、二级独立自由勋章、二级解放勋章。
1982年离职休养。 

## 著作
著有革命回忆录《我的一生》。